# Jean Rosellen

Jean Rosellen (1909)

Jean Rosellen (* 13. September 1891 in Köln; † 16. Januar 1952 in Kleve) war ein deutscher Radrennfahrer.
Jean Rosellen gehörte vor dem Ersten Weltkrieg zu den besten deutschen Straßenfahrern, nach dem Krieg wandte er sich dem Stehersport zu. In seiner 19-jährigen (1910–1929) Laufbahn als Profi gewann Rosellen zahlreiche Straßenrennen, überwiegend in Deutschland, darunter 1910 noch als Amateur Rund um Köln sowie 1911 das Rennen Berlin–Köln über 600 Kilometer. Seine beste Saison hatte er 1913, als er vier große deutsche Rennen gewann. Der Sieg bei Rund um Berlin wurde ihm allerdings aberkannt, da eine Kontrollunterschrift fehlte.
Als Steher startete Rosellen nach dem Ersten Weltkrieg mit dem Schrittmacher Willi Heßlich. 1923 wurde er in dieser Disziplin Deutscher Meister. 1923 gewann er auch den Großen Preis der Stadt Leipzig im Steherrennen. 1929 zog er sich als Steher zurück, versuchte sich zwar als Schrittmacher, aber ohne großen Erfolg. Am 16. Januar 1952 war Rosellen an einem Verkehrsunfall in Kleve beteiligt. Beim Streit mit seinem Unfallgegner erlitt er einen Schlaganfall und starb wenig später im Krankenhaus.